# Alfred Badia i Gabarró
Alfred Badia i Gabarró (Barcelona, 1912-1994) fou un traductor, assagista, poeta i autor teatral.
El seu llegat més conegut són les traduccions poètiques de composicions de trobadors (1982, 1988), perfectament cantables en català actual, i dels Els sonets a Orfeu de Rainer M. Rilke (1979). Com a escriptor de creació va cultivar el teatre i la poesia; en aquest darrer camp va publicar almenys un parell de llibres que cal ressituar en el panorama literari català: Presó de cendra (1976) i Adés era l'alba (1990). D'altra banda, el seu pensament original es pot rastrejar al llibre miscel·lani Crítica, somni, projecte, recerca (1988) i a l'obra inèdita La certesa i l'ideal. Una filosofia personal i transferible. Interessat per tots els fenòmens literaris i culturals que l'envoltaven, va expressar les seves opinions en un esplet enorme d'articles de diari a partir de la regularització de la premsa en català: alguns sobre política, d'altres sobre l'ús real del català i molts sobre la producció filosòfica dels pensadors catalans coetanis. També va escriure per encàrrec sobre història del pensament català i sobre autors literaris del segle xx. Va rebre la Creu de Sant Jordi el 27 d'abril de 1993.

## Biografia
Alfred Badia Gabarró va néixer al número 53 del carrer de la Princesa de Barcelona, el 19 de setembre de 1912. Com que el pare, el comptable Manuel Badia Gatuelles, va contreure una malaltia que el va apartar de la vida familiar quan el fill tenia vuit anys, el noi va ser educat per la mare, Conxita Gabarró Boix, que procedia de Monistrol i regentava un taller de modista al domicili privat.
El noi creixia alt i prim i els metges li prescrivien estades fora de la ciutat, destinades a reforçar la seva salut. D'aquí els estius passats a Sant Vicenç dels Horts, un indret on el «nen de pis» trobava companyies infantils escaients per aprendre a jugar a futbol. Quan Joaquim Maria Puyal a partir de 1976 es va proposar de normalitzar l'ús del català en les transmissions radiofòniques d'aquest esport, Alfred Badia, que l'havia conegut a la Universitat Autònoma, va treure partit d'haver après a jugar a pilota a pagès i en català proporcionant-li un cordial assessorament lingüístic.
La primera escola on va anar va ser el Col·legi de Sant Josep, situat al carrer de Montcada a tocar del de Carders. Més tard va ingressar al Col·legi dels Jesuïtes del carrer Casp, amb una beca «de favor» per cursar estudis de comerç. El mètode usat pels pares jesuïtes per inculcar els preceptes de la fe i molt especialment les amenaces relacionades amb el càstig etern van impressionar la sensibilitat del jove d'una forma que d'adult qualificava de «devastadora». Als quinze anys Alfred Badia ja era gerent comercial, és a dir que tenia un títol que li permetia de començar a treballar, i ho va fer a l'agència de canvi i borsa regentada pel senyor Gomis, pare dels futurs escriptors Joan, Joaquim i Llorenç. Era l'any 1927, en plena dictadura de Primo de Rivera. La vinculació laboral amb aquesta empresa va durar fins als anys cinquanta; els llaços afectius amb la família Gomis mai no es van trencar.
L'educació reglada que va rebre amb prou feines havia tingut continguts humanístics; per descomptat la llengua catalana no hi tenia cap paper. Però la mare i les ties eren catalanistes, freqüentaven assíduament els teatres i els cinemes i els agradava la literatura de consum. Fins i tot es permetien algun viatge a l'estranger. El 14 d'abril de 1931, quan es va proclamar la República, Alfred Badia tenia 19 anys.
Un anunci de l'Ateneu Enciclopèdic Popular li va canviar la vida, en el sentit que li va descobrir que hi havia una cosa infinitament més atractiva que la gimnàstica, l'atletisme, els combats de boxa, el teatre i els balls de barriada: preparar-se per anar a la Universitat. El batxillerat oficial espanyol del moment seguia uns desfasats plans d'estudi de principis de segle i alguns catedràtics de l'Institut Balmes eren peces de museu, però Alfred Badia i els companys entusiastes de l'Ateneu —Carles Biosca, Alexandre Blasi, Pere Folch, Josep Maria Mompió, Josep Ruestes, Eduard Segalàs, Jordi Segalés, Josep Vinyolas, els germans Pàmies, i tants d'altres— van devorar els continguts de les matèries programades, disposats a esdevenir ciutadans cultes de primera. Alfred Badia va comprendre que el món tenia una dimensió pensable, investigable, penetrable a través de la informació, la reflexió i l'esforç intel·lectual. La filosofia, en concret, era l'eina que ensenyava a pensar de forma independent i «sense prejudicis», «posant entre parèntesis» la doctrina catòlica que li havia estat inculcada a l'escola amb mètodes «terroristes». Mentrestant les institucions catalanes oficials dependents de la Generalitat i l'emergència pública de l'ús del català anaven donant un sentit polític al patriotisme heretat de l'ambient familiar. Va votar convençut l'Esquerra Republicana d'aquells anys, malgrat les tendències anarquistes i marxistes generals entre els companys de l'Ateneu, amb qui va establir una complicitat que havia de durar tota la vida.
El catalanisme d'Alfred Badia va néixer com un impuls d'adhesió a la llengua d'un país, que es pot formular en els termes d'un jurament de fidelitat irrenunciable. A través de la llengua venien la literatura, especialment la poesia (Maragall, Verdaguer, Sagarra, Carner, Riba) i l'amor al territori, amb l'excursionisme incorporat i l'embadaliment del barceloní davant dels paisatges feréstecs d'alta muntanya. La història li interessava, però menys: el catalanisme era un compromís d'acció, una forma de religió laica nascuda de l'entusiasme i del retrobament d'uns valors: la llengua i el país. Era una de les primeres certeses (en sentit epistemològic estricte, des del seu punt de vista) que descobria pel seu compte. Va participar en els Jocs Florals de Barcelona de 1932 amb el poema A Ella. Ordre de poesia.
L'any 1937 va obtenir dues noves titulacions: la de professor de català de la Generalitat i la de practicant de medicina i cirurgia de la República Espanyola, que d'ençà del 18 de juliol del 1936 estava en guerra arran de la sublevació del general Franco. Aquest darrer títol servia per anar al front «sense disparar cap tret», tot i que Alfred Badia no confiava gaire en les pròpies habilitats manuals a l'hora d'assistir eficaçment els ferits. El primer títol, en canvi, havia de tenir una projecció professional que les circumstàncies es van ocupar de fer inviable fins a les acaballes del règim que es va instaurar l'any 1939, és a dir fins als anys setanta. Per esdevenir professor de català de la Generalitat va tenir l'oportunitat de fer un curset de gramàtica normativa amb Pompeu Fabra a la Universitat de Barcelona. Els apunts d'aquell curs, curosament passats en net i conservats amb devoció tota la vida, formen part del volum II de les Obres Completes de Fabra publicades per Jordi Mir i Joan Solà.
La mobilització va portar Alfred Badia a l'Aragó, concretament a la zona de Barbastre, on va tenir temps per llegir i escriure teatre i poesia, que es van perdre en la confusió dels bombardeigs i de la retirada. La companyia del practicant Alfred Badia va passar la frontera d'El Pertús a darreries del 1938 i va anar a parar al camp de concentració d'Argelers. Després de superar una infecció de febre tifoide Alfred Badia va optar per tornar a Barcelona amb la mare, que havia estat greument malalta durant la guerra.
Va reprendre, doncs, la feina de gerent comercial a la mateixa empresa on s'havia estrenat; la llosa del franquisme va encoratjar una revifalla de la fe catòlica dels anys d'infant. Enfonsat i derrotat, Alfred Badia buscava des del primer moment escletxes que permetessin actuar a favor de la llengua, però als primers quaranta les opcions eren nul·les, especialment a la Facultat de Filosofia i Lletres de la Universitat de Barcelona on s'havia matriculat. Els cursos comuns el van obligar a aprendre els rudiments del grec clàssic i a millorar el seu llatí, però també va perfeccionar pel seu compte els coneixements d'italià, de francès, d'anglès i d'alemany. Pere Font i Puig va ser el catedràtic que imposava més respecte i admiració; en canvi la relació amb Tomàs Carreras Artau va ser més personal i fluida.
L'any 1948 Alfred Badia ja tenia 36 anys quan va obtenir la llicenciatura en filosofia (amb Premi Extraordinari). Tot i que ocasionalment va escriure ressenyes i textos d'encàrrec sobre història del pensament català, la urgència de guanyar-se la vida el va apartar del món acadèmic. El 15 de setembre de l'any anterior va contreure matrimoni amb una antiga companya de l'Ateneu, la Maria Dolors Pàmies, que després de la guerra havia hagut de deixar la carrera de mestra de la República i es dedicava a l'ensenyament privat. Va ser per influència de la seva dona que Alfred Badia va esdevenir professional de l'ensenyament secundari. Aviat va trobar feina al Col·legi dels Jesuïtes del carrer Casp. I continuava escrivint poemes i peces de teatre en català amb poques esperances de ser llegit, ni tan sols si algun dia acabava de traduir en vers català tots Els sonets a Orfeu de Rainer Maria Rilke, descoberts a principis dels cinquanta.
Quan la dictadura franquista va començar a tolerar l'ús públic del català als anys seixanta, Alfred Badia es va afanyar per ser present a tots els actes relacionats amb les lletres del país, des de les trobades a Cantonigròs, als Premis de la Nit de Santa Llúcia, a les reunions de la Penya Santamaria. El 1961 aquesta associació li va concedir un premi de teatre per una comèdia agredolça protagonitzada per una dona cibernètica: Calpúrnia. L'Agrupació d'Art Dramàtic de Barcelona la va representar, censurada i en sessió única, al Palau de la Música Catalana l'any següent. Alfred Badia començava la seva aventura d'escriptor als cinquanta anys. Els aires de modernització de l'Església del papa Joan XXIII i del seu Concili Vaticà II van propiciar un beneficiós relaxament de les relacions d'Alfred Badia amb la fe catòlica.
Abans de deixar de treballar al Col·legi dels Jesuïtes de Casp, va organitzar-hi classes de català voluntàries per als alumnes de batxillerat superior. També promocionava l'ús del català a l'escola femenina Betània, on ensenyava, finalment, filosofia. En canvi, a la Institució Cultural del CIC, va tenir l'oportunitat de fer cursos regulars de llengua, a banda d'obtenir-hi encàrrecs d'història del pensament i de matèries de batxillerat, amb el suport d'un dels directors, Joan Triadú. Durant els actes del centenari de Pompeu Fabra de 1968 Alfred Badia va ser singularment actiu i entusiasta. El mateix any va publicar el primer llibre de poesies: Urgències. D'altra banda, l'Editorial Ariel li va confiar la versió catalana de dues obres del teòleg protestant Paul Tillich (Els fonaments trontollen i La presència de l'Etern).
L'any 1970 el Departament de Filologia Hispànica de la Universitat Autònoma de Barcelona va contractar Alfred Badia com a professor no numerari de llengua catalana, amb docència a la Facultat de Filologia i a la de Periodisme. El reciclatge com a professor de filologia—en diàleg amb la filla i el gendre, Xavier Lamuela, que aleshores cursaven aquella carrera—, va ser compatible amb l'obtenció d'alguns premis literaris modestos. Però una obra de teatre i un llibre de poemes van aparèixer finalment en col·leccions comercials de textos en català: Una croada, als "Llibres de l'Escorpí. Teatre", d'Edicions 62 (1971) i Presó de cendra, als "Llibres de l'Óssa Menor", d'Aymà Editora (1976). Les Edicions del Mall, en canvi, publicaven el 1979 la traducció poètica de Els sonets a Orfeu, un treball que l'any següent va obtenir el Premi Serra d'Or.
La jubilació del 1977 va ser l'inici d'una intensa tasca de corrector d'estil, sempre al servei d'una llengua catalana que volia genuïna i controlada sense deixar de ser viva, dúctil i creativa: ni heavy ni light. Ho va explicar en multitud d'articles i ho va aplicar a la revisió anònima d'anuncis publicitaris, revistes especialitzades, llibres de teologia, novel·les i fins discursos polítics del més alt nivell. Però la jubilació també li va proporcionar lleure per assistir a cursos, actes i conferències de pensament i de literatura, especialment les del Col·legi de Filosofia de Barcelona, on va entaular una profitosa amistat amb el filòsof Ramon Alcoberro. A més de passar els estius a Campelles, a la Vall de Ribes; allí va gaudir de l'estimulant conversa de David Jou, professor de física i poeta.
Lola Badia, esdevinguda professora de literatura catalana medieval, va incorporar el seu pare a diverses tasques divulgatives, com ara la traducció poètica de seixanta poemes de trobadors, per a "Les millors obres de la literatura catalana" d'Edicions 62 (1982), i de 23 poemes de trobairitz, per a la col·lecció "Clàssiques Catalanes" d'Edicions La Sal (1988). El primer d'aquests reculls va merèixer novament el Premi Serra d'Or de traducció. Formen part d'aquest sector d'activitats alguns articles especialitzats sobre tècniques de traducció poètica i treballs d'interpretació d'autors literaris catalans (Espriu, Carner, Foix). El llibre Crítica, somni, projecte, recerca (1988) aplega el bo i millor de les publicacions disperses d'Alfred Badia, des d'assajos d'història del pensament català de finals dels anys cinquanta a ressenyes crítiques recents. Però hi ha molt material que en queda al marge, sobretot les publicacions a la premsa diària, que el van ocupar intensament a partir de 1983. Va col·laborar al Diari de Barcelona, l'Avui, La Vanguardia, el Diari d'Igualada i també en publicacions combatives com El Llamp i Llengua Nacional. Es tracta d'articles que tracten dels temes més diversos relacionats amb l'actualitat política i cultural, sempre des d'una perspectiva crítica personal, molt sovint obertament polèmica. Encara hi ha una obra més dispersa: els contes per a infants, alguns dels quals van aparèixer a les pàgines del Cavall Fort i del Tretzevents.
El 1990 Quaderns Crema publicava el recull de poesies Adés era l'alba en un moment en què Alfred Badia planejava de posar finalment per escrit la "seva filosofia". L'Anuari de la Societat Catalana de Filosofia en va publicar una mostra el 1994: "L'home real o la veritat jo-cos", però el llibre que la presentava tota de forma sistemàtica, acabat l'estiu del 1993, és inèdit. El 27 d'abril d'aquell any, greument malalt d'una afecció hepàtica, va rebre la Creu de Sant Jordi. El darrer recull de poesia, La llet astral de l'espiritrompa, va veure la llum pòstumament, després del seu traspàs el 24 de març de 1994. La temporada 1999-2000 l'espectacle Domna, amb dramatúrgia de M. Dolors Vilarasau, va posar en escena textos de trobairitz cantats en el català d'Alfred Badia.

## Obra

### Poesia
- Urgències (tria), primer accèssit al Premi de Poesia per a inèdits mossèn Amadeu Oller (Barcelona, 1968). 32 p.
- Atzucac, Premi Recull de poesia «Ribas i Carreras» 1970, Col·lecció Recull (Barcelona: Miquel Arimany Editor, 1970). 39 p.
- Presó de cendra, pròleg de l'autor, Els Llibres de l'Óssa Menor (Barcelona: Edicions Proa = Aymà S.A. Editora, 1976). 73 p.
- Adés era l'alba, Poesia dels Quaderns Crema (Barcelona: Edicions dels Quaderns Crema, 1990). 94 p.
- La llet astral de l'espiritrompa en 23 superrealitats i 3 metamorfosis, pròleg de Lola Badia, La busca. Poesia, (Barcelona: Oikos-Tau, 1995). 72 p.

### Traduccions
- Rainer Maria Rilke, Els sonets a Orfeu, versió catalana d'A. B., Edició bilingüe, Llibres del Mall (Barcelona: Edicions del Mall, 1979). 111 p.
- Poesia trobadoresca. Antologia, a cura de Lola Badia, versions d'A. B., Les millors obres de la literatura universal 14 (Barcelona: Edicions 62, 1982). 305 p. Sisena edició: 1998.
- Les Trobairitz. Poetes occitanes del segle xii, estudi introductori de Magda Bogin, versions poètiques d'A. B., Col·lecció Clàssiques Catalanes 3-4 (Barcelona: LaSal Edicions de les dones, 1983), 198 p. Tercera edició: 2006. (Barcelona: Horsori Editorial).
- Paul Tillich, Els fonaments trontollen, traducció d'A. B., Llibres del Nopal, (Barcelona: Ariel, 1967). 278 ps.
- Paul Tillich, La Presència de l'Etern, traducció d'A. B., Llibres del Nopal (Barcelona: Ariel, 1970). 240 ps.
- Shichirô Fukazawa, Estudi a propòsit de les cançons del Narayama, traducció d'A. B., Biblioteca A tot vent, 209 (Barcelona: Edicions Proa, 1984). 116 p. [A partir de la versió francesa de Bernard Frank, Ed. Gallimard, 1959].

### Teatre
- Calpúrnia (Comèdia-ballet), Quaderns de Teatre, 6 (Barcelona: Joaquim Horta Editor, 1961). 28 p.
- Una croada, Els Llibres de l'Escorpí. Teatre, El galliner, 10 (Barcelona: Edicions 62, 1971). 78 p.
- Crònica desballestada, Tragèdia grotesca en dues jornades, Catalunya Teatral (2a època) obra 138 (Barcelona: Editorial Millà, 1977). 55 p.

### Assaig
- «La doctrina estética del Opispo Torras y Bages», Revista de Ideas Estéticas, 18, abril-maig-juny 1947, p. 135-163.
- Ressenya de: José Mª Castro y Calvo, Del pensamiento a la expresión. Conferència pronunciada al Paraninf de la Universitat de Barcelona el 4 d'abril de 1952, dia de Sant Isidor, Espíritu. Cuadernos del Instituto Filosófico de Balmesiana, 1, 4, octubre-desembre 1952, p. 147-151.
- Ressenya de: Romeo Crippa, Motivi del pensiero contemporaneo, (Brescia: La Scuola Editrice, 1950), Espíritu. Cuadernos del Instituto Filosófico de Balmesiana, 2, 5, gener-març 1953, p. 4-9.
- Ressenya de: Marino Gentile, Filosofia e umanesimo, (Brescia: La Scuola Editrice, 1947). 207 p., Espíritu. Cuadernos del Instituto Filosófico de Balmesiana, 2, 8, octubre-desembre 1953, p. 157-162.
- «La filosofia», «La Universitat de Cervera i l'escolàstica», «Els corrents de la filosofia europea i llurs contradictors», «Desorientació doctrinal: la decadència cerverina», «Inicis de renovació: la 'Sociedad filosófica'», «Les idees estètiques», dins Ferran Soldevila, dir., Un segle de vida catalana (1814-1930), (Barcelona: Alcides, 1961) I, p. 132-136.
- Ressenya de: Robert Pring-Mill, El microcosmos lul·lià, (Palma: Editorial Moll, 1961), Serra d'Or, maig 1962, p. 39-40.
- «Revisió d'una època (1939-1958): el pensament català en aquests anys», Serra d'Or, maig de 1963, p. 29-32.
- «Pensament català contemporani i cristianisme», Qüestions de vida cristiana, 29, 1965, p. 55-66.
- «Torras i Bages, Josep», dins Francesc Artal et a., eds., Ictineu. Diccionari de les Ciències de la Societat als Països Catalans, (Barcelona: Edicions 62, 1979) p. 472-473.
- Crítica, somni, projecte, recerca, (Barcelona: La Llar del Llibre, 1988). 323 p.
- «Antígona» i «Fedra», de Salvador Espriu, Col·lecció Les Naus d'Empúries (Barcelona: Editorial Empúries, 1985). 61 p. Reedició: Salvador Espriu, Antígona, estudi introductori d'Alfred Badia, Col·lecció El Garbell, 30 (Barcelona: Edicions 62, 1990). Altra reedició: amb text a cura de Rosa M. Delor, Col·lecció El Cangur butxaca, 136-2 (Barcelona: Edicions 62, 2002).
- «Els Sonets a Orfeu de Rilke i 81 poemes trobadorescos dels segles xii i xiii en versió catalana», Els marges, 41, febrer de 1990, p. 83-85.
- «L'home real o la veritat jo-cos», Anuari de la Societat Catalana de Filosofia, 6, 1994, p. 111-123.
- Apunts del «Curs de català superior», impartit per Pompeu Fabra entre el febrer i el maig de 1937, dins Obres completes, vol. II: Sil·labari, Gramàtiques de 1918 (curs mitjà), 1928, 1928, 1941, Cursos orals, dir. Jordi Mir i Joan Solà, a cura de Maria-Rosa Lloret, Joan-Rafael Ramos i Josep González-Agàpito, Barcelona, Institut d'Estudis Catalans, 2006, pp. 973– 1070.

### Narrativa
- Cali, Conte fantàstic (segona meitat dels anys cinquanta). Publicat a Els Marges, Revista de Llengua i Literatura, el 2006 (p. 7).
- «L'estel i l'ocell mecànic», Tretzevents, n. 458-459, 1985, p. 4-5.
- «Una troballa inesperada», Tretzevents, n. 500, setembre 1986, p. 8-39.
- «El Feliu de les trompetes», Tretzevents, n. 653, febrer de 1993, p. 23.
- «L'esclop ensuma els escurçons», Tretzevents, n. 655, març de 1993, p. 22-23.
- «Els gat salvador», L'Infantil. Tretzevents, n. 684 (segona quinzena de maig de 1994), Publicacions de l'Abadia de Montserrat, p. 14-15 [dedicat: "En homenatge a l'amic desaparegut].